# Volta à Colômbia de 2017
A 67.ª edição da competição ciclista Volta à Colômbia (nome oficial: Vuelta a Colombia «Oro e Paz») foi uma carreira de ciclismo de estrada por etapas que se celebrou naColômbia entre o 1 e o 13 de agosto de 2017 sobre um percurso de 1 690,7 quilómetros.
A prova fez parte do UCI America Tour de 2017 dentro da categoria 2.2 (última categoria destes circuitos).
A carreira foi vencida pelo corredor colombiano Aristóbulo Cala da equipa Bicicletas Strongman, em segundo lugar Alex Cano (Coldeportes Zenú) e em terceiro lugar Juan Pablo Suárez (EPM).

## Percorrido
O máximo evento ciclístico por etapas do país percorreu os departamentos de Antioquia, Boyacá, Santander, Cundinamarca, Caldas, Vale do Cauca, Tolima e Risaralda distribuído em 12 etapas. A carreira começou com um contrarrelógio por equipas com uma fracção de 18,4 quilómetros no departamento de Antioquia entre os municípios do oriente antioquenho de Rionegro e La Ceja, mais adiante, a carreira visitou o departamento de Santander onde o porto petroleiro de Barrancabermeja contou em seu desenvolvimento com três ascensões como o Caserón de Piedra, Alto dos Pais e a Peaje Picacho, de fora de categoria. Também esta edição teve etapas para os velocistas nas cidades de Puerto Boyacá, Sogamoso, Sopó. Depois do dia de descanso, a carreira continuou com uma contrarrelógio individual onde os ciclistas tiveram que superar um percurso de 36,5 quilómetros onde só os mais fortes se acomodaram na classificação geral. A 9.ª etapa foi a cereja do pastel da carreira com a mítica subida ao Páramo de Letras por sua vertente mais dura, com 3 679 metros sobre o nível do mar, considerado como um dos 3 portos míticos da Volta à Colômbia. Por último, a carreira rodou pelos departamentos do Vale do Cauca, Tolima e finalizou em Risaralda como epicentro a formosa cidade de Pereira. A capital do departamento, com motivo dos seus 154 anos de fundação, despediu o máximo evento ciclístico por etapas com um circuito de 10,7 quilómetros, ao que os ciclistas deram um total de 10 voltas.

## Equipas participantes
Tomaram parte na carreira 24 equipas: 1 de categoria Profissional Continental, 8 de categoria Continental; e 14 de categoria amador e uma selecção nacional convidada pela organização, formando assim um pelotão de 180 ciclistas dos que acabaram 125. As equipas participantes foram:
| Equipe profissional Continental- Manzana Postobón Equipes Continentais (8)- Bicicletas Strongman - Coldeportes-Zenú - D'Amico-Utensilnord - EPM - GW Shimano - Medellín-Inder - Movistar Team América - Team Illuminate Equipe profissional de ciclismo- Lotería de Boyacá Equipe nacional- Suíça Equipes amadoras de ciclismo (6)- Depormundo Multirepuestos Bosa - EBSA Empresa de Energía Boyacá - Sundark Arawak - Vive La Dorada - Tolima es Pasión - Carnaval del Pollo - Aguardiente Néctar 4WD IMRD Chía - Fuerzas Armadas-Ejército Nacional Equipes regionais e clubes (7)- Aguardiente Antioqueño-Lotería de Medellín - Agencia Nacional de Seguridad Vial - Boyacá es Para Vivirla - JB Ropa Deportiva - Soacha Juntos Formando Ciudad - Sogamoso Incluyente IRDS - Supergiros |
| |

## Etapas
A Volta à Colômbia dispôs de 12 etapas sobre um percurso total de 1 690,7 quilómetros com início na cidade de Rionegro, Antioquia e final na cidade de Pereira, Risaralda.
| Etapa | Data     | Percurso                            | type                       | Distância (km) | Vencedor            | Líder geral       |
| ----- | -------- | ----------------------------------- | -------------------------- | -------------- | ------------------- | ----------------- |
| 1     | 1 ago.   | Rionegro – La Ceja                  | contrarrelógio por equipes | 18,4           | EPM                 | Juan Pablo Suárez |
| 2     | 2 ago.   | Rionegro – Puerto Boyacá            | etapa escarpada            | 173,2          | Wilmar Paredes      | Nicolás Paredes   |
| 3     | 3 ago.   | Puerto Boyacá – Barrancabermeja     | etapa plana                | 222,6          | Nelson Soto         | Nicolás Paredes   |
| 4     | 4 ago.   | Barrancabermeja – Bucaramanga       | alta montanha              | 165,3          | Juan Pablo Suárez   | Aristóbulo Cala   |
| 5     | 5 ago.   | Bucaramanga – Barichara             | média montanha             | 118,3          | Alex Cano           | Aristóbulo Cala   |
| 6     | 6 ago.   | Socorro – Sogamoso                  | média montanha             | 237,7          | Griffin Easter      | Aristóbulo Cala   |
| 7     | 7 ago.   | Tunja – Sopó                        | etapa escarpada            | 112,6          | José Serpa          | Aristóbulo Cala   |
|       | 8 de ago | Dia de descanso                     | Dia de descanso            |                |                     |                   |
| 8     | 9 ago.   | – Mariquita                         | contrarrelógio individual  | 36,3           | Alex Cano           | Aristóbulo Cala   |
| 9     | 10 ago.  | La Dorada – Alto de Letras New York | alta montanha              | 131,6          | Miguel Ángel Reyes  | Aristóbulo Cala   |
| 10    | 11 ago.  | Cartago (Colômbia) – Yumbo          | etapa plana                | 176,1          | Nelson Soto         | Aristóbulo Cala   |
| 11    | 12 ago.  | Palmira – Dosquebradas              | etapa escarpada            | 198            | Nelson Soto         | Aristóbulo Cala   |
| 12    | 13 ago.  | Pereira – Pereira                   | etapa plana                | 107            | Juan Pablo Villegas | Aristóbulo Cala   |

## Classificações finais
- As classificações finalizaram da seguinte forma:[7]

### Classificação geral
| \| Classificação geral \| Classificação geral \| Classificação geral \| Classificação geral \| Classificação geral \| \| Ciclista \| Ciclista \| Equipe \| Tempo \| \| \| ------------------- \| -------------------- \| ---------------------------------- \| ------------------- \| ------------------- \| \| 1. \| Aristóbulo Cala \| Bicicletas Strongman \| 42h07m25s \| \| \| 2. \| Alex Cano \| Coldeportes-Zenú \| + 2m05s \| \| \| 3. \| Juan Pablo Suárez \| EPM \| + 2m07s \| \| \| 4. \| Jonathan Caicedo \| Bicicletas Strongman \| + 2m19s \| \| \| 5. \| Miguel Ángel Reyes \| Agencia Nacional de Seguridad Vial \| + 4m06s \| \| \| 6. \| Miguel Ángel Rubiano \| Coldeportes-Zenú \| + 4m52s \| \| \| 7. \| Luis Felipe Laverde \| Coldeportes-Zenú \| + 5m47s \| \| \| 8. \| Óscar Soliz \| Movistar Team América \| + 6m05s \| \| \| 9. \| Óscar Sevilla \| Medellín-Inder \| + 7m05s \| \| \| 10. \| José Serpa \| Supergiros \| + 8m14s \| \| |                      |                                    |           |
| |                      |                                    |           |
| Fonte: ProCyclingStats |                      |                                    |           |
| Classificação geral |                      |                                    |           |
| Ciclista | Ciclista             | Equipe                             | Tempo     |
| 1. | Aristóbulo Cala      | Bicicletas Strongman               | 42h07m25s |
| 2. | Alex Cano            | Coldeportes-Zenú                   | + 2m05s   |
| 3. | Juan Pablo Suárez    | EPM                                | + 2m07s   |
| 4. | Jonathan Caicedo     | Bicicletas Strongman               | + 2m19s   |
| 5. | Miguel Ángel Reyes   | Agencia Nacional de Seguridad Vial | + 4m06s   |
| 6. | Miguel Ángel Rubiano | Coldeportes-Zenú                   | + 4m52s   |
| 7. | Luis Felipe Laverde  | Coldeportes-Zenú                   | + 5m47s   |
| 8. | Óscar Soliz          | Movistar Team América              | + 6m05s   |
| 9. | Óscar Sevilla        | Medellín-Inder                     | + 7m05s   |
| 10. | José Serpa           | Supergiros                         | + 8m14s   |

### Classificação da montanha
| Classificação da montanha | Classificação da montanha | Classificação da montanha          | Classificação da montanha | Classificação da montanha |
| Ciclista                  | Ciclista                  | Equipe                             | Pontos                    |                           |
| ------------------------- | ------------------------- | ---------------------------------- | ------------------------- | ------------------------- |
| 1.                        | Miguel Ángel Reyes        | Agencia Nacional de Seguridad Vial | 39 pts                    |                           |
| 2.                        | Juan Pablo Suárez         | EPM                                | 28 pts                    |                           |
| 3.                        | Miguel Ángel Rubiano      | Coldeportes-Zenú                   | 23 pts                    |                           |

### Classificação das metas volantes
| Classificação por velocidade | Classificação por velocidade | Classificação por velocidade | Classificação por velocidade | Classificação por velocidade |
| Ciclista                     | Ciclista                     | Equipe                       | Pontos                       |                              |
| ---------------------------- | ---------------------------- | ---------------------------- | ---------------------------- | ---------------------------- |
| 1.                           | Weimar Roldán                | Medellín-Inder               | 18 pts                       |                              |
| 2.                           | Diego Ochoa                  | EPM                          | 18 pts                       |                              |
| 3.                           | Nicolás Paredes              | Medellín-Inder               | 13 pts                       |                              |

### Classificação por pontos
| Classificação por pontos | Classificação por pontos | Classificação por pontos | Classificação por pontos | Classificação por pontos |
| Ciclista                 | Ciclista                 | Equipe                   | Pontos                   |                          |
| ------------------------ | ------------------------ | ------------------------ | ------------------------ | ------------------------ |
| 1.                       | Nelson Soto              | Coldeportes-Zenú         | 66 pts                   |                          |
| 2.                       | Miguel Ángel Rubiano     | Coldeportes-Zenú         | 51 pts                   |                          |
| 3.                       | José Serpa               | Supergiros               | 42 pts                   |                          |

### Classificação dos jovens
Nota: O primeiro classificado, o ciclista Robinson López, foi desclassificado por violação às regras antidopagem.
| Classificação dos jovens | Classificação dos jovens | Classificação dos jovens | Classificação dos jovens | Classificação dos jovens |
| Ciclista                 | Ciclista                 | Equipe                   | Tempo                    |                          |
| ------------------------ | ------------------------ | ------------------------ | ------------------------ | ------------------------ |
| 1.                       | Anderson Paredes         | JB Ropa Deportiva        | 42h29m03s                |                          |
| 2.                       | Sergio Higuita           | Manzana Postobón         | + 12m47s                 |                          |
| 3.                       | Wilson Cardona           | GW Shimano               | + 37m28s                 |                          |

### Classificação por equipas
| Classificação por equipes | Classificação por equipes          | Classificação por equipes | Classificação por equipes |
| Equipe                    | Equipe                             | Tempo                     |                           |
| ------------------------- | ---------------------------------- | ------------------------- | ------------------------- |
| 1.                        | Coldeportes-Zenú                   | 125h46m20s                |                           |
| 2.                        | Bicicletas Strongman               | + 6m52s                   |                           |
| 3.                        | Agencia Nacional de Seguridad Vial | + 23m28s                  |                           |

## Evolução das classificações
| Etapa (Vencedor)                  | Classificação geral | Classificação da montanha | Classificação das metas volantes | Classificação por pontos | Classificação dos jovens        | Classificação por equipas |
| --------------------------------- | ------------------- | ------------------------- | -------------------------------- | ------------------------ | ------------------------------- | ------------------------- |
| 1.ª etapa (EPM)                   | Juan Pablo Suárez   | Não se entregou           | Não se entregou                  | Não se entregou          | Não se entregou                 | EPM                       |
| 2.ª etapa (Wilmar Paredes)        | Nicolás Paredes     | Wilmar Paredes            | Nicolás Paredes                  | Wilmar Paredes           | Wilmar Paredes                  | EPM                       |
| 3.ª etapa (Nelson Soto Martínez)  | Nicolás Paredes     | Wilmar Paredes            | Estiven Custa                    | Nelson Soto Martínez     | Wilmar Paredes                  | EPM                       |
| 4.ª etapa (Juan Pablo Suárez)     | Aristóbulo Cala     | Juan Pablo Suárez         | Pedro Nelson Torres              | Nelson Soto Martínez     | Robinson López Cristian Tobar   | Bicicletas Strongman      |
| 5.ª etapa (Alex Cano)             | Aristóbulo Cala     | Juan Pablo Suárez         | Juan Esteban Arango              | Miguel Ángel Rubiano     | Robinson López Anderson Paredes | Coldeportes Zenú          |
| 6.ª etapa (Griffin Easter)        | Aristóbulo Cala     | Juan Pablo Suárez         | Diego Ochoa                      | Miguel Ángel Rubiano     | Robinson López Anderson Paredes | Coldeportes Zenú          |
| 7.ª etapa (José Serpa)            | Aristóbulo Cala     | Juan Pablo Suárez         | Diego Ochoa                      | Miguel Ángel Rubiano     | Robinson López Anderson Paredes | Coldeportes Zenú          |
| 8.ª etapa (Alex Cano)             | Aristóbulo Cala     | Juan Pablo Suárez         | Diego Ochoa                      | Miguel Ángel Rubiano     | Robinson López Anderson Paredes | Coldeportes Zenú          |
| 9.ª etapa (Miguel Ángel Reis)     | Aristóbulo Cala     | Miguel Ángel Reis         | Diego Ochoa                      | Miguel Ángel Rubiano     | Robinson López Anderson Paredes | Coldeportes Zenú          |
| 10.ª etapa (Nelson Soto Martínez) | Aristóbulo Cala     | Miguel Ángel Reis         | Diego Ochoa                      | Miguel Ángel Rubiano     | Robinson López Anderson Paredes | Coldeportes Zenú          |
| 11.ª etapa (Nelson Soto Martínez) | Aristóbulo Cala     | Miguel Ángel Reis         | Weimar Roldán                    | Nelson Soto Martínez     | Robinson López Anderson Paredes | Coldeportes Zenú          |
| 12.ª etapa (Juan Pablo Villegas)  | Aristóbulo Cala     | Miguel Ángel Reis         | Weimar Roldán                    | Nelson Soto Martínez     | Robinson López Anderson Paredes | Coldeportes Zenú          |
| Final                             | Aristóbulo Cala     | Miguel Ángel Reis         | Weimar Roldán                    | Nelson Soto Martínez     | Robinson López Anderson Paredes | Coldeportes Zenú          |

## UCI America Tour
A Volta a Colômbia outorga pontos para o UCI America Tour de 2017 e o UCI World Ranking, Leste último para corredores das equipas nas categorias UCI ProTeam, Profissional Continental e Equipas Continentais. A seguinte tabela são o barómetro de pontuação e os corredores que obtiveram pontos:
| Posição             | 1.º | 2.º | 3.º | 4.º | 5.º | 6.º | 7.º | 8.º | 9.º | 10.º |
| Classificação geral | 40  | 30  | 25  | 20  | 15  | 10  | 5   | 3   | 3   | 3    |
| Por etapa           | 7   | 3   | 1   |     |     |     |     |     |     |      |
| Líder               | 1   |     |     |     |     |     |     |     |     |      |

| Classificação | Classificação        | Classificação                      | Classificação | Classificação | Classificação | Classificação |
| Posição       | Ciclista             | Equipa                             | Geral         | Etapa         | Líder         | Total         |
| ------------- | -------------------- | ---------------------------------- | ------------- | ------------- | ------------- | ------------- |
| 1.º           | Aristóbulo Cala      | Bicicletas Strongman               | 40            | 2             | 8             | 50            |
| 2.º           | Alex Cano            | Coldeportes Zenú                   | 30            | 15            | align=center  | 45            |
| 3.º           | Juan Pablo Suárez    | EPM                                | 25            | 9             | 1             | 35            |
| 4.º           | Nelson Soto Martínez | Coldeportes Zenú                   | align=center  | 25            | align=center  | 25            |
| 5.º           | Miguel Ángel Reis    | Agencia Nacional de Seguridad Vial | 15            | 8             | align=center  | 23            |
| 6.º           | Jonathan Caicedo     | Bicicletas Strongman               | 20            | 1             | align=center  | 21            |
| 7.º           | Miguel Ángel Rubiano | Coldeportes Zenú                   | 10            | 7             | align=center  | 17            |
| 8.º           | José Serpa           | Team Super Giros                   | 3             | 7             | align=center  | 10            |
| 9.º           | Griffin Easter       | Team Illuminate                    | align=center  | 8             | align=center  | 8             |
| -             | Juan Pablo Villegas  | Manzana Postobón Team              | align=center  | 8             | align=center  | 8             |